# Spiromesifen
Spiromesifen is een selectief synthetisch insecticide en miticide bij de plantenteelt.
Spiromesifen is het tweede lid van de familie van keto-enolen, ontwikkeld door Bayer CropScience, dat op de markt werd gebracht in 2006 onder de merknaam Oberon. Het eerste was spirodiclofen en in 2007 kwam het derde, spirotetramat.

## Regelgeving
Spiromesifen is in Nederland toegelaten voor de bestrijding van spint en wittevlieg bij de niet-grondgebonden teelt van aardbeien, bonen, bloemisterij- en boomkwekerijgewassen en vaste planten. Zoals spirodiclofen is het ook werkzaam tegen schild- en dopluizen. Het is niet schadelijk voor bijen of hommels, maar wel zeer toxisch voor vis en aquatische invertebraten.
De Europese Commissie heeft op 23 april 2013 beslist om spiromesifen goed te keuren en op te nemen in de lijst van toegelaten gewasbeschermingsmiddelen. De toelating gaat in op 1 oktober 2013.

## Toxicologie en veiligheid
De EFSA (European Food Safety Authority) publiceerde op 19 juli 2007 de resultaten van de evaluatie van spiromesifen. Daarin werd onder andere besloten dat spiromesifen geen genotoxisch of carcinogeen karakter heeft. Een aanvaardbare dagelijkse inname (ADI) werd voorgesteld van 0,03 mg/kg lichaamsgewicht per dag, waarbij verwacht werd dat de blootstelling van consumenten aan de stof (via residuen op behandelde planten en vruchten) ruim beneden deze waarde zou blijven.